# ブランシュ・ド・ナヴァール (1226-1283)
ブランシュ・ド・ナヴァール （Blanche de Navarre、1226年 - 1283年8月12日）は、ブルターニュ公ジャン1世の妃。ナバラ王テオバルド1世とアニェス・ド・ボージューの子。
1236年、ジャン1世と結婚した。2人は8子をもうけた。
- ジャン2世（1239年 - 1305年） - ブルターニュ公
- ピエール（1241年 - 1268年） - ディナン、エデ、レオン、エンヌボン、ラ・ロッシュ＝デリアン領主
- アリックス（1243年 - 1288年） - ブロワおよびシャルトル伯ジャン1世・ド・ブロワ＝シャティヨンの妻
- ティボー（1245年 - 1246年） - サン＝ジルダ＝ド＝リュイス教会に埋葬
- ティボー（1247年没）- サン＝ジルダ＝ド＝リュイス教会に埋葬
- アリエノール（1248年没）- サン＝ジルダ＝ド＝リュイス教会に埋葬
- ニコラ（1249年 - 1251年）- サン＝ジルダ＝ド＝リュイス教会に埋葬
- ロベール（1251年 - 1259年） - ナントのコルドリエ会修道院教会に埋葬